# 最初角
最初角（英語：Tottsuki Point），是南極洲的海岬，位於毛德皇后地的哈拉爾王子海岸，挪威製圖師根據該國探險隊拍攝的空中照片繪入地圖，現時由南極條約體系管理。